# Teste genealógico de DNA
Teste genealógico de DNA (português brasileiro) ou ADN (português europeu) ou teste de ancestralidade por DNA examina os nucleotídeos em localizações específicas sobre uma pessoa para fins da genealogia genética. Várias empresas que fazem tal exame determinam os haplogrupos (cromossomo Y e mitocondrial).
Mais recentemente, empresas como 23andMe ou Ancestry.com oferecem testes usando DNA autossómico, testando milhares de marcadores para compararem o seu genoma com determinadas populações, desde Neandertais e outros humanos arcaicos até populações contemporâneas.
Os marcadores gerados são também comparados com os de outros clientes da mesma empresa, podendo identificar parentescos consanguíneos entre clientes, tais como primos de 2º ou mais graus.